# Me and My Guitar
Me and My Guitar ("Eu e a Minha Guitara") foi a canção que representou a Bélgica no Festival Eurovisão da Canção 2010 que teve lugar em Bærum, na Noruega.
A referida canção foi interpretada em inglês por Tom Dice. Foi a décima canção a ser interpretada na noite da 1ª semi-final, depois da canção da Polónia "Legenda" e antes da canção da Albânia "It's all about you". Terminou a competição em 1.º lugar tendo recebido 167 pontos, conseguindo passar à final, sendo a primeira canção representante da Bélgica desde 2004 a estar presente na final.
Na final, foi a sétima canção a ser interpretada na noite, depois da canção da Bósnia e Herzegovina "Thunder and lightning" e antes da canção da Sérvia "Ovo je Balkan". Terminou a competição em 6.º lugar tendo recebido 143 pontos.

## Faixas e formatos
| Download digital |                    |                |                       |  |
| N.º              | Título             | Produtor       | Duração               |  |
| 1.               | "Me and My Guitar" | Jeroen Swinnen | 3:46                  |  |
| 2.               | "Forbidden Love"   | 3:00           | Tom Dice Erhan Kurkun |  |
| Duração total:   | Duração total:     | Duração total: | 6:46                  |  |

## Desempenho

### Posição nas Paradas
| País                                           | Melhor posição |
| ---------------------------------------------- | -------------- |
| Bélgica (Ultratop 50 de Flandres)              | 1              |
| Bélgica (Ultratop 50 da Valônia)               | 1              |
| Dinamarca (Hitlisten)                          | 39             |
| Europa (European Hot 100)                      | 27             |
| França (SNEP)                                  | 68             |
| O campo songid é OBRIGATÓRIO PARA PARADA ALEMÃ | 20             |
| Irlanda (IRMA)                                 | 20             |
| Países Baixos (Single Top 100)                 | 30             |
| Suécia (Sverigetopplistan)                     | 24             |
| Suíça (Schweizer Hitparade)                    | 32             |
| Reino Unido (UK Singles Chart)                 | 85             |

### Certificações
| País    | Certificação |
| ------- | ------------ |
| Bélgica | Ouro         |